# Lotnisko Hrabůvka
Lotnisko Hrabůvka – nieistniejące już lotnisko w Ostrawie w Czechosłowacji (teren obecnych Czech). Zostało otwarte w 1936 roku i funkcjonowało do lat 60. XX wieku. Po zamknięciu lotniska w jego miejscu powstało osiedle mieszkaniowe.

## Historia
W 1925 powstała komisja mająca na celu znalezienie terenu pod budowę lotniska w Ostrawie. Za najodpowiedniejsze miejsce uznano południowo-zachodnią część Hrabůvki, gdzie mieściły się wówczas pola uprawne. Cena wykupu gruntów była jednak zbyt wysoka, a nowe lotnisko postanowiono wybudować w okolicach miasta Dolní Benešov, budowę lotniska w Ostrawie odkładając na nieokreśloną przyszłość. Na początku lat 30. XX wieku powstało natomiast prowizoryczne lotnisko w Ostrawie-Przywozie.
Do sprawy budowy lotniska w Hrabůvce powrócono w 1935 roku, kiedy to powstał Ostravský aeroklub. Klub nawiązał kontakty ze znanymi osobistościami z Ostrawy, przedsiębiorcami oraz samorządowcami i już pod koniec 1935 roku ruszono w Hrabůvce z pracami. Lotnisko było gotowe w 1936 roku, choć do 1938 roku było nadal rozbudowywane, powstały m.in. hangary należące do aeroklubu oraz do Huty Witkowice (Vítkovické železárny). Teren lotniska wynosił wówczas 48 ha. W 1937 roku ČSA uruchomiła połączenie lotnicze z Pragą.
W marcu 1939 roku, po utworzeniu Protektoratu Czech i Moraw, obiekt przejęło niemieckie wojsko. Lotnisko służyło Luftwaffe do ataku na Polskę podczas wojny obronnej 1939. Pod koniec II wojny światowej, w styczniu 1945 ponownie zostało zamienione w lotnisko wojskowe, tym razem mające posłużyć przy obronie przed nacierającą Armią Czerwoną. Przy lotnisku wybudowano bunkry mające chronić samoloty przed bombardowaniami. Gdy stało się jasne, że Niemcy nie zdołają obronić Ostrawy, w nocy z 28 na 29 kwietnia zaorano pole lotniska, tak by nie mogło ono posłużyć sowieckim samolotom. 29 kwietnia wysadzono budynki przy lotnisku, z wyjątkiem hangaru Huty Witkowice, który przetrwał okres wojny. 30 kwietnia lotnisko przejęła Armia Czerwona.

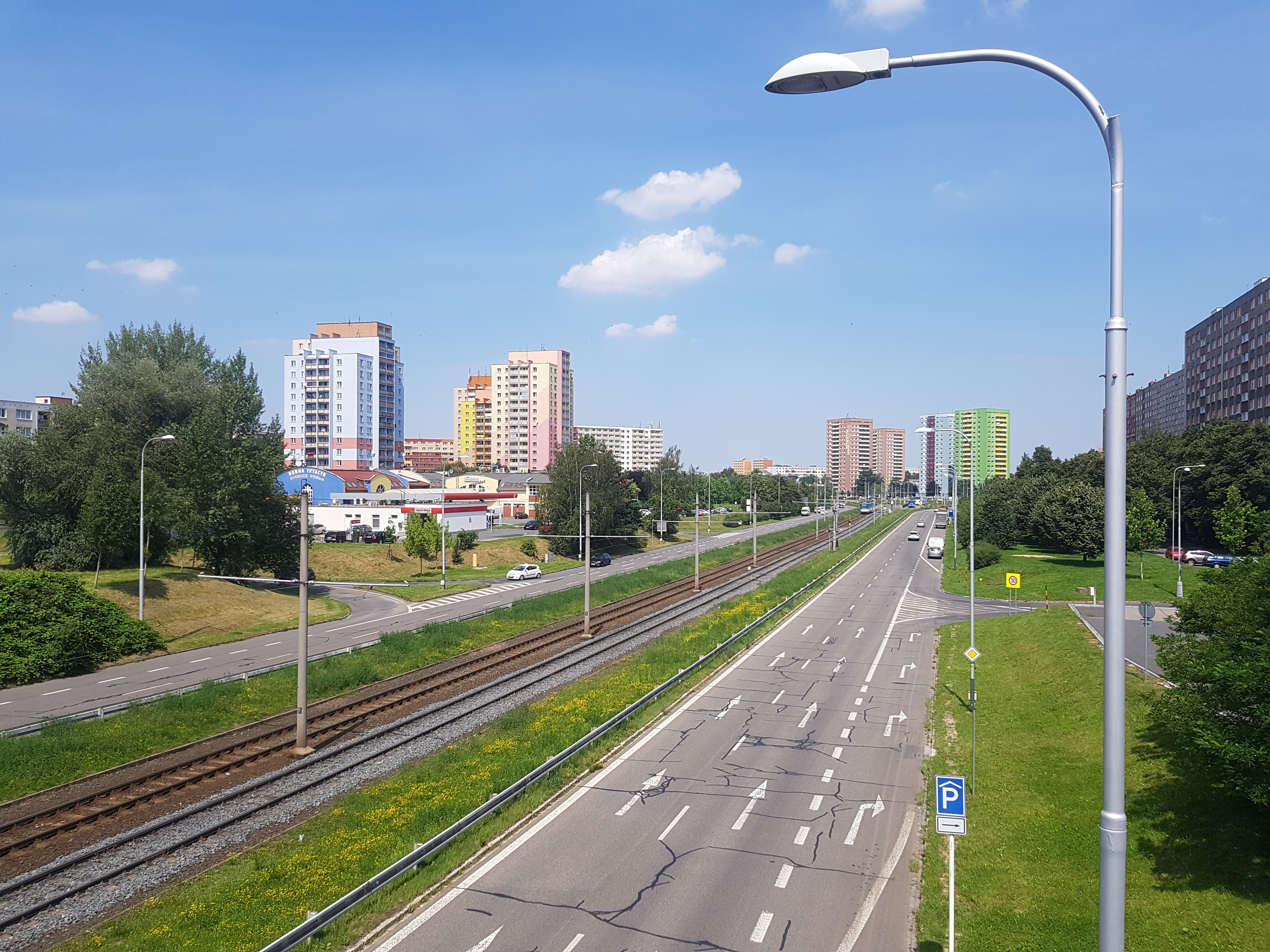
W tym miejscu znajdowało się kiedyś lotnisko. W latach 60. XX wieku rozpoczęto budowę osiedla mieszkaniowego

W maju 1945 roku okoliczni mieszkańcy rozpoczęli naprawianie szkód. W 1946 roku ČSA reaktywowała cywilne połączenie lotnicze do Pragi. W kolejnych latach przybyły następne połączenia do innych czechosłowackich miast. Po wojnie Ostravský aeroklub wybudował nowy, drewniany hangar, który jednak spłonął w pożarze w sierpniu 1947. We wrześniu 1948 roku aeroklub postawił trzeci hangar przy tym lotnisku. Na przełomie lat 40. i 50. XX wieku przy lotnisku znajdowało się już sześć hangarów, w tym dwa szybowcowe. Dodatkowo wybudowano również duży, żelbetowy hangar. Został on postawiony w Dubinie, na południe od terenu lotniska, w związku z jego planowanym powiększeniem, do którego ostatecznie nie doszło. Hangar ten pełnił później rolę magazynu zboża, a od połowy lat 90. znajduje się w nim sklep, działa tam również siłownia. Jest to jedyny budynek dawnego lotniska przetrwały do początków XXI wieku. Do dziś istnieje także restauracja Dakota (nazwa zaczerpnięta od nazwy typu samolotu) przy ulicy Plzeňskiej, która po wojnie służyła potrzebom ČSA. Nielicznymi pamiątkami po dawnym lotnisku są również nazwy okolicznych ulic: Letecká, Aviatiků, U Letiště czy Startovní.
Po wojnie coraz bardziej zdawano sobie sprawę, że lotnisko jest zbyt małe. Ostatecznie w 1956 roku ruszyła budowa nowego portu lotniczego w pobliżu miejscowości Mošnov, około 20 km od Ostrawy. Po jego otwarciu w 1959 roku przeniosła się tam ČSA, a dwa lata później na nowe lotnisko w Dolním Benešovie wyprowadził się aeroklub Svazarmu. Obiekt jeszcze przez pewien czas był wykorzystywany, ale wkrótce zaczęto na jego terenie stawiać bloki mieszkalne, zmieniając zupełnie krajobraz okolicy. Dziś w miejscu dawnego lotniska stoi duże osiedle mieszkaniowe.